# AGM-169 (ミサイル)
AGM-169 JCM（Joint Common Missile）は、かつてロッキード・マーティン社によって開発されていた空対地ミサイルである。

## 開発経緯
AGM-65 マーベリック、BGM-71 TOW、およびAGM-114 ヘルファイアミサイルの後継となるミサイルを開発するCMM（Common Modular Missile・共通形状ミサイル）計画が2002年にアメリカ陸軍・アメリカ海軍によって開始された。2003年にBGM-71 TOWを対象から外し、JCM（Joint Common Missile・統合共通ミサイル）計画として再スタートした。これに伴いボーイング、ロッキード・マーティン、レイセオンの3社が競争試作を行い、翌2004年にロッキード・マーティンが主契約者となった。
なお、名称の“共通”というのは陸・海軍が共に開発、運用を行うということであり、近年アメリカ各軍においてはこの傾向がよく見られる。

## 概要
AGM-169はヘリコプター、固定翼機両方からの発射を想定しており、開発の主眼としては更新対象となるAGM-114 ヘルファイア、AGM-65 マーベリック両ミサイルより軽量で長射程を目指しており、発射重量49 kgでヘリコプター発射で16 km、固定翼機発射で28 kmを目標としている。参考までに、ヘルファイアは発射重量50 kgで射程8 km（L型）、マーベリックは307 kgで25 km（J/K型）の射程を有する。
誘導方式にはセミアクティブ・レーザー（SALH）/赤外線画像 (IIR)/ミリメートル波（MMW）レーダーを複合することによって、さまざまな航空機から発射することを可能としている。
弾頭には高性能炸薬を使用した成形弾頭と爆風破砕弾頭を組み合わせることによって様々な目標に対して効果を発揮できるものとされる。
信管には衝撃信管と遅延信管が組み合わせられる予定で、戦車目標の場合、衝撃信管が成形弾頭を起爆させ装甲を貫通し、爆風破砕弾頭が遅延信管により起爆し内部を破壊する。
主な目標として、陸軍では戦車・車両・建造物・塹壕を、海軍では船舶を計画している。
AGM-169 は2010年までに開発を完了し、陸・空軍で合わせて54,000発の生産が計画されていたが、2007年5月計画は中止された。
現在は代わりにJAGMの開発が進められている。